# Algoritmo de Cohen-Sutherland
El algoritmo de Cohen-Sutherland es un algoritmo de recorte de líneas usado en gráficos por computadora. Fue desarrollado por Danny Cohen e Ivan Sutherland en 1967.

## Introducción
Este algoritmo resuelve el recorte de líneas que quedan fuera de un rectángulo alineado con los ejes. Para ello divide el espacio 2D en una matriz de 9 regiones, de las cuales la única visible es la parte central (el viewport). El viewport, es la pantalla o plano de proyección.
Dicho de otro modo, las líneas que delimitan el viewport son prolongadas en ambos extremos de sus 4 líneas formando así 9 planos perfectamente separados, donde sus puntos de intersección quedan perfectamente delimitados y son iguales a las coordenadas que describen el viewport.
```
       |          |
       |          |
       |          |
-------+----------+-------
       |          |
       |          |
       | Viewport |
       |          |
       |          |
-------+----------+-------
       |          |
       |          |
       |          |
```

## Funcionamiento
Cada punto tiene asignados unos códigos de frontera que indican la posición de ese punto respecto al viewport. Cada código de frontera se compone de 4 bits.
El algoritmo incluye, excluye, o incluye parcialmente, la línea (segmento) basado en dónde están sus puntos extremos:
- Ambos puntos están en el viewport (la operación bitwise OR de sus puntos extremos es igual a cero): aceptación trivial.
- Ambos puntos están en la misma región no visible (la operación bitwise AND de sus puntos extremos no es igual a cero): rechazo trivial.
- Ambos puntos están en regiones distintas: En caso de esta situación no trivial el algoritmo encuentra uno de los 2 puntos que está fuera del viewport (hay al menos un punto fuera). La intersección del punto exterior con la frontera extendida es entonces calculada (es decir, con la ecuación paramétrica de la línea) y este nuevo punto reemplaza al punto exterior. El algoritmo se repite hasta que ocurre un éxito o rechazo trivial.

Puede verse en el dibujo un ejemplo para cada caso. Nótese como solo las porciones de las líneas dentro del área verde (coloreadas de azul) necesitan ser dibujadas.

### Códigos de frontera
Los números en la figura inferior se llaman códigos de frontera. Un código de frontera es calculado para cada uno de los dos puntos extremos de la línea (tanto para el punto inicial como el punto final de la línea). El primer bit es asignado a 1 si el punto esta por encima del viewport. Los bits del código de frontera representan: Arriba, Abajo, Derecha, Izquierda. Por ejemplo el código de frontera 1010 representa un punto que está arriba y a la derecha del viewport.  Note que los puntos de frontera tienen que ser recalculados en cada iteración después de que el corte ocurre.
| 1001 | 1000 | 1010 |
| 0001 | 0000 | 0010 |
| 0101 | 0100 | 0110 |

Analizando los valores y pasándolos a decimal (que resulta más comprensible a cualquier audiencia), puede analizarse que horizontalmente, hay una separación de 1 unidad entre el valor central y el de su izquierda y entre este y el valor de la derecha (8,9,10 - 0,1,2 - 4,5,6). Y de modo equivalente hay una separación verticalmente de 4 unidades entre un valor de la fila central y el de la fila inferior y entre este y el de la fila superior (1,5,9 - 0,4,8 - 2,6,10.
| 09 | 08 | 10 |
| 01 | 00 | 02 |
| 05 | 04 | 06 |

## Algoritmo de Cohen-Sutherland
Aquí está el algoritmo de Cohen-Sutherland

### Implementación en Pascal
```
procedure
 
CohenSutherlandLineClipAndDraw
(

       
x0
,
y0
,
x1
,
y1
,
xmin
,
xmax
,
ymin
,
ymax
 
:
 
real
 
;
 
value
:
 
integer
)
;

{ Cohen-Sutherland clipping algorithm for line P0=(x0,y0) to P1=(x1,y1)

and clip rectangle with diagonal from (xmin,ymin) to (xmax,ymax).}

type

    
edge
 
=
 
(
LEFT
,
RIGHT
,
BOTTOM
,
TOP
)
;

    
outcode
 
=
 
set
 
of
 
edge
;

var

    
accept
,
done
 
:
 
boolean
;

    
outcode0
,
outcode1
,
outcodeOut
 
:
 
outcode
;

    
{Outcodes for P0,P1, and whichever point lies outside the clip rectangle}

    
x
,
y
 
:
 
real
;

    
procedure
 
CompOutCode
(
x
,
y
:
 
real
;
 
var
 
code
:
outcode
)
;

    
{Compute outcode for the point (x,y) }

    
begin

      
code
 
:=
 
[]
;

      
if
      
y
 
>
 
ymax
 
then
 
code
 
:=
 
[
TOP
]

      
else
 
if
 
y
 
<
 
ymin
 
then
 
code
 
:=
 
[
BOTTOM
]
;

      
if
      
x
 
>
 
xmax
 
then
 
code
 
:=
 
code
 
+
 
[
RIGHT
]

      
else
 
if
 
x
 
<
 
xmin
 
then
 
code
 
:=
 
code
 
+
 
[
LEFT
]

    
end
;

begin

    
accept
 
:=
 
false
;
  
done
 
:=
 
false
;

    
CompOutCode
 
(
x0
,
y0
,
outcode0
)
;
 
CompOutCode
 
(
x1
,
y1
,
outcode1
)
;

    
repeat

      
if
(
outcode0
=
[])
 
and
 
(
outcode1
=
[])
 
then
 
{Trivial accept and exit}

        
begin
 
accept
 
:=
 
true
;
 
done
:=
true
 
end

      
else
 
if
 
(
outcode0
*
outcode1
)
 
<>
 
[]
 
then

        
done
 
:=
 
true
 
{Logical intersection is true,

                      so trivial reject and exit.}

      
else

        
{Failed both tests, so calculate the line segment to clip;

        from an outside point to an intersection with clip edge.}

        
begin

          
{At least one endpoint is outside the clip rectangle; pick it.}

          
if
 
outcode0
 
<>
 
[]
 
then

            
outcodeOut
 
:=
 
outcode0
 
else
 
outcodeOut
 
:=
 
outcode1
;

          
{Now find intersection point;

          use formulas y=y0+slope*(x-x0),x=x0+(1/slope)*(y-y0).}

          
if
 
TOP
 
in
 
outcodeOut
 
then

            
begin
     
{Divide line at top of clip rectangle}

              
x
 
:=
 
x0
 
+
 
(
x1
 
-
 
x0
)
 
*
 
(
ymax
 
-
 
y0
)
 
/
 
(
y1
 
-
 
y0
)
;

              
y
 
:=
 
ymax

            
end

          
else
 
if
 
BOTTOM
 
in
 
outcodeOut
 
then

            
begin
     
{Divide line at bottom of clip rectangle}

              
x
 
:=
 
x0
 
+
 
(
x1
 
-
 
x0
)
 
*
 
(
ymin
 
-
 
y0
)
 
/
 
(
y1
 
-
 
y0
)
;

              
y
 
:=
 
ymin

            
end

          
if
 
RIGHT
 
in
 
outcodeOut
 
then

            
begin
     
{Divide line at right edge of clip rectangle}

              
y
 
:=
 
y0
 
+
 
(
y1
 
-
 
y0
)
 
*
 
(
xmax
 
-
 
x0
)
 
/
 
(
x1
 
-
 
x0
)
;

              
x
 
:=
 
xmax

            
end

          
else
 
if
 
LEFT
 
in
 
outcodeOut
 
then

            
begin
     
{Divide line at left edge of clip rectangle}

              
y
 
:=
 
y0
 
+
 
(
y1
 
-
 
y0
)
 
*
 
(
xmin
 
-
 
x0
)
 
/
 
(
x1
 
-
 
x0
)
;

              
x
 
:=
 
xmin

            
end
;

          
{Now we move outside point to intersection point to clip,

          and get ready for next pass.}

          
if
 
(
outcodeOut
 
=
 
outcode0
)
 
then

            
begin

              
x0
 
:=
 
x
;
 
y0
 
:=
 
y
;
 
CompOutCode
(
x0
,
y0
,
outcode0
)

            
end

          
else

            
begin

              
x1
 
:=
 
x
;
 
y1
 
:=
 
y
;
 
CompOutCode
(
x1
,
y1
,
outcode1
)
;

            
end

        
end
   
{subdivide}

    
until
 
done
;

    
if
 
accept
 
then
 
MidpointLineReal
(
x0
,
y0
,
x1
,
y1
,
value
)
 
{Version for

                                                        real coordinates}

end
;
 
{CohenSutherlandLineClipAndDraw}

```

### Implementación en C#
```
internal
 
sealed
 
class
 
CohenSutherlandClipping
 
:
 
IClippingAlgorithm
 
{

    
private
 
Vector2
 
_clipMin
,
 
_clipMax
;

    
public
 
IEnumerable
<
Vector2
>
 
GetBoundingPolygon
()
 
{

        
yield
 
return
 
_clipMin
;

        
yield
 
return
 
new
 
Vector2
(
_clipMax
.
X
,
 
_clipMin
.
Y
);

        
yield
 
return
 
_clipMax
;

        
yield
 
return
 
new
 
Vector2
(
_clipMin
.
X
,
 
_clipMax
.
Y
);

    
}

    
public
 
void
 
SetBoundingRectangle
(
Vector2
 
start
,
 
Vector2
 
end
)
 
{

        
_clipMin
 
=
 
start
;

        
_clipMax
 
=
 
end
;

    
}

    
public
 
void
 
SetBoundingPolygon
(
IEnumerable
<
Vector2
>
 
points
)
 
{

        
throw
 
new
 
NotSupportedException
(
"see Capabilities =)"
);

    
}

    
private
 
int
 
getPointCode
(
Vector2
 
point
)
 
{

        
int
 
result
 
=
 
0
;

        
if
 
(
point
.
X
 
<
 
_clipMin
.
X
)
 
++
result
;

        
else
 
if
 
(
point
.
X
 
>
 
_clipMax
.
X
)
 
result
 
|=
 
2
;

        
if
 
(
point
.
Y
 
>
 
_clipMax
.
Y
)
 
result
 
|=
 
4
;

        
else
 
if
 
(
point
.
Y
 
<
 
_clipMin
.
Y
)
 
result
 
|=
 
8
;

        
return
 
result
;

    
}

    
public
 
bool
 
ClipLine
(
ref
 
Line
 
line
)
 
{

        
Vector2
 
P
 
=
 
line
.
End
 
-
 
line
.
Start
;

        
int
 
startCode
 
=
 
getPointCode
(
line
.
Start
);

        
int
 
endCode
 
=
 
getPointCode
(
line
.
End
);

        
float
 
dxdy
 
=
 
0
,
 
dydx
 
=
 
0
;

        
if
 
(
P
.
X
 
!=
 
0
)
 
dydx
 
=
 
P
.
Y
 
/
 
P
.
X
;

        
if
 
(
P
.
Y
 
!=
 
0
)
 
dxdy
 
=
 
P
.
X
 
/
 
P
.
Y
;

        
for
 
(
int
 
stage
 
=
 
0
;
 
stage
 
<
 
4
;
 
stage
++
)
 
{

            
if
 
((
startCode
 
|
 
endCode
)
 
==
 
0
)
 
return
 
true
;

            
else
 
if
 
((
startCode
 
&
 
endCode
)
 
!=
 
0
)
 
return
 
false
;

            
if
 
(
startCode
 
==
 
0
)
 
{

                
int
 
buf1
 
=
 
startCode
;
 
startCode
 
=
 
endCode
;
 
endCode
 
=
 
buf1
;

                
Vector2
 
buf2
 
=
 
line
.
Start
;
 
line
.
Start
 
=
 
line
.
End
;
 
line
.
End
 
=
 
buf2
;

            
}

            
if
 
((
startCode
 
&
 
1
)
 
==
 
1
)
 
{

                
line
.
Start
.
Y
 
+=
 
dydx
 
*
 
(
_clipMin
.
X
 
-
 
line
.
Start
.
X
);

                
line
.
Start
.
X
 
=
 
_clipMin
.
X
;

            
}

            
else
 
if
 
((
startCode
 
&
 
2
)
 
==
 
2
)
 
{

                
line
.
Start
.
Y
 
+=
 
dydx
 
*
 
(
_clipMax
.
X
 
-
 
line
.
Start
.
X
);

                
line
.
Start
.
X
 
=
 
_clipMax
.
X
;

            
}

            
else
 
if
 
((
startCode
 
&
 
4
)
 
==
 
4
)
 
{

                
line
.
Start
.
X
 
+=
 
dxdy
 
*
 
(
_clipMax
.
Y
 
-
 
line
.
Start
.
Y
);

                
line
.
Start
.
Y
 
=
 
_clipMax
.
Y
;

            
}

            
else
 
if
 
((
startCode
 
&
 
8
)
 
==
 
8
)
 
{

                
line
.
Start
.
X
 
+=
 
dxdy
 
*
 
(
_clipMin
.
Y
 
-
 
line
.
Start
.
Y
);

                
line
.
Start
.
Y
 
=
 
_clipMin
.
Y
;

            
}

            
startCode
 
=
 
getPointCode
(
line
.
Start
);

        
}

        
return
 
true
;

    
}

    
public
 
ClippingCapabilities
 
Capabilities
 
{

        
get
 
{

            
return
 
ClippingCapabilities
.
RectangleWindow
;

        
}

    
}

    
public
 
override
 
string
 
ToString
()
 
{

        
return
 
"Cohen-Sutherland algorithm"
;

    
}

}

// This code was implemented by Grishul Eugeny as part of preparation

// to exam in ITMO university

```